# Aleurotuba jelinekii
Aleurotuba jelinekii là một loài côn trùng cánh nửa trong họ Aleyrodidae, phân họ Aleyrodinae.
Aleurotuba jelinekii được Frauenfeld miêu tả khoa học đầu tiên năm 1867.